# Islandsk Brydning Glima
Islandsk Brydning Glima er en dansk dokumentarisk optagelse fra 1912 produceret af Regia Kunstfilms Co.

## Handling
Islands brydning "Glima" udført af den islandske brydertrup John Josefson (Jóhannes Jósefsson).